# 共同溝展示館

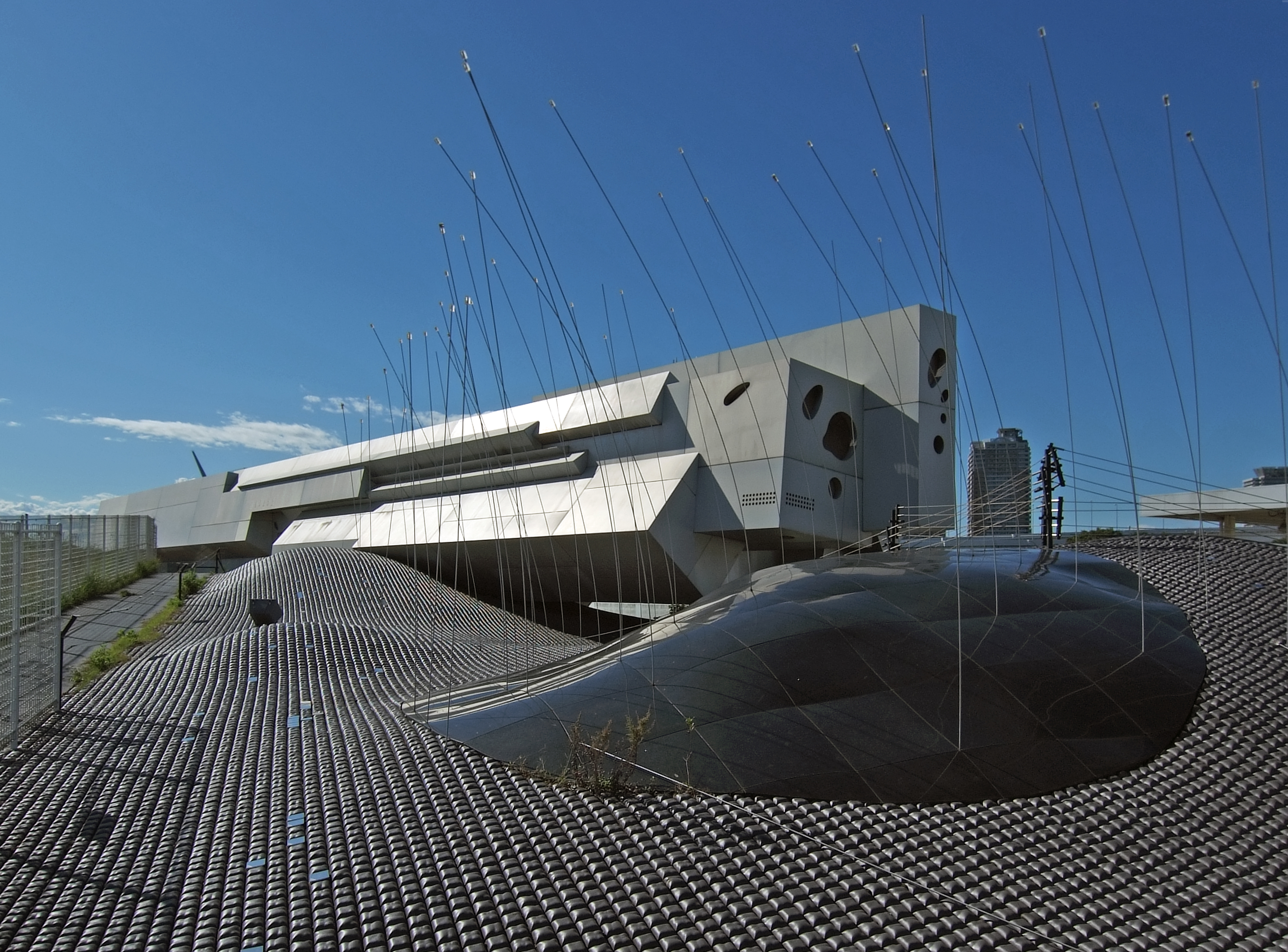
北側より

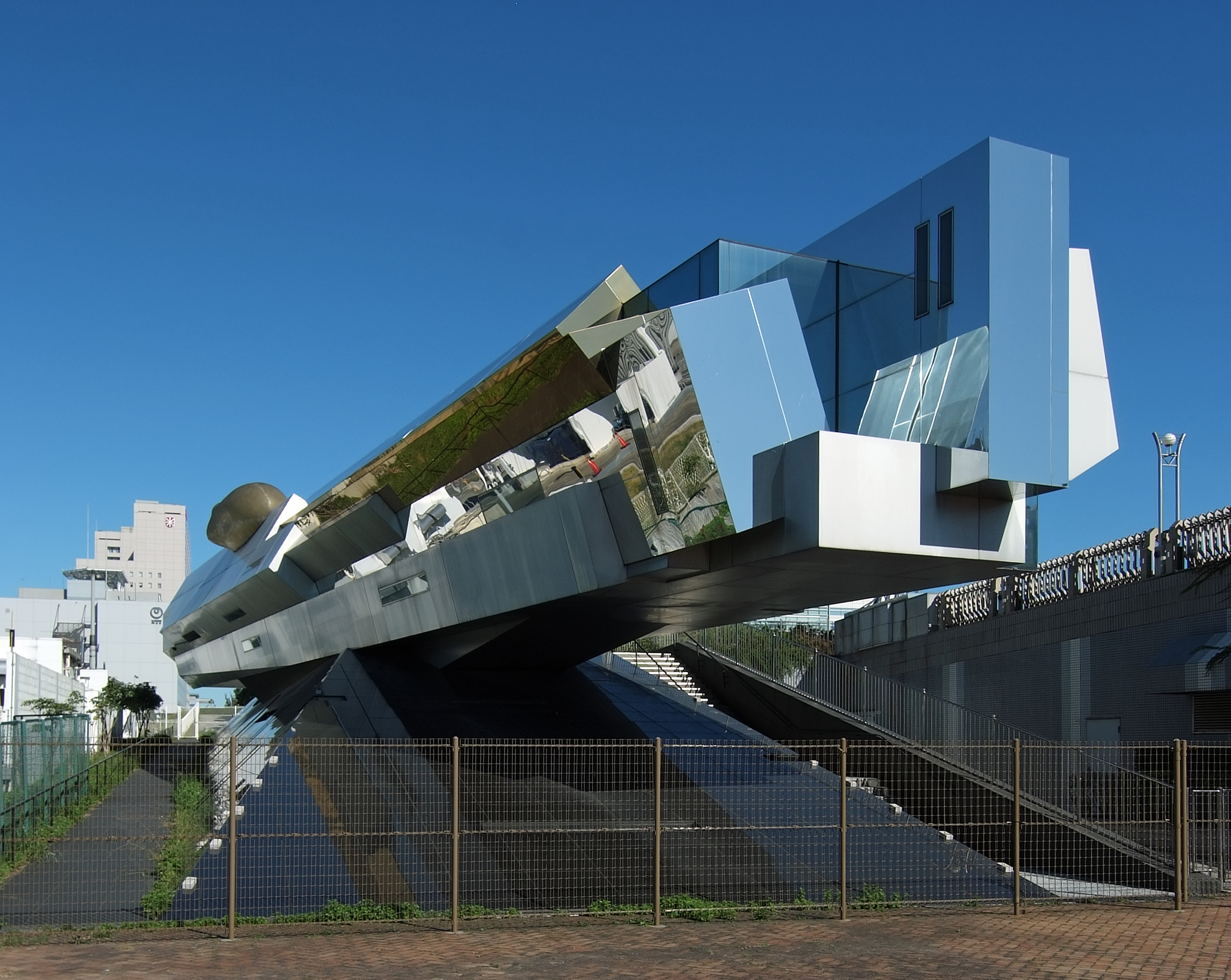
南側より

共同溝展示館（きょうどうこうてんじかん）とは、かつて東京都江東区有明、臨海副都心シンボルプロムナード公園内にあった東京都港湾局が管理する施設である。通称はK－MUSEUM。
保安上公開されていない臨海副都心の共同溝を紹介する目的で建設された。共同溝を紹介する展示室と共同溝の配管を見学できる見学通路で構成されている。夢の大橋東側のたもとに位置し、橋梁台座下部に設置された配管を見ることができた。
建物は渡辺誠によるデザインで、中止となった世界都市博覧会のモニュメントになる予定だった。
利用者数の低迷を理由に2001年（平成13年）4月1日から無期休館となり、再開しないまま2024年（令和6年）11月より解体工事に着手した。設計した渡辺は、共同溝で目立った存在であったゴミ真空集塵システムの運用を中止したことが休館の遠因であった可能性を推察している。

## 概要
- 1997年（平成9年）4月17日開館
- 延床面積245.36平方メートル
- 所在地：東京都江東区有明三丁目1番10号